# Rincón Santa María
Rincón Santa María är en ort i Mexiko.   Den ligger i kommunen San Salvador och delstaten Hidalgo, i den sydöstra delen av landet, 90 km norr om huvudstaden Mexico City. Rincón Santa María ligger 2 096 meter över havet och antalet invånare är 318.
Terrängen runt Rincón Santa María är kuperad söderut, men norrut är den platt. Terrängen runt Rincón Santa María sluttar norrut. Runt Rincón Santa María är det ganska glesbefolkat, med 34 invånare per kvadratkilometer. Närmaste större samhälle är San Salvador, 9,1 km norr om Rincón Santa María. Omgivningarna runt Rincón Santa María är i huvudsak ett öppet busklandskap.